# Colotes van Lampsacus
Colotes van Lampsacus (Oudgrieks: Κολώτης / Kolōtēs) was een leerling van Epicurus.
Hij verdedigde in verscheidene werken de leer van zijn meester, en viel daarbij de oudere wijsgeren - zoals Socrates - soms hevig aan. Hij was zeer waarschijnlijk een leermeester van Menedemus van Lampsacus, wat schijnt te worden bevestigd door twee discussies tussen hem en Menedemus over poezië bewaar op papyri uit de Villa dei papiri in Herculaneum.

## Referentie
- art. Colōtes, in J.G. Schlimmer - Z.C. de Boer, Woordenboek der Grieksche en Romeinsche Oudheid, Haarlem, 1920, p. 188.